# 키무라 카에라
키무라 카에라(Kaela Kimura, 일본어: 木村 カエラ, 1984년 10월 24일 - )는 일본의 여자 가수이다. 본명은 키무라 카엘라 리에(Rie Kaela Kimura, 일본어: 木村 カエラ りえ).

## 개략
도쿄도 아다치구 출신으로 아버지는 영국 사람, 어머니는 일본 사람이다. "카엘라"(Kaela)는 "최고의 사랑"을 의미하는 히브리어로 유래되는 영어의 이름이다. 일본 사람은 "카에라"(かえら, Kaera)라는 발음으로 부른다.
패션 모델로서 활약한 뒤 2004년 6월 23일 싱글 "Level 42"로 가수 데뷔했다. 2005년에 발매한 싱글 "リルラ リルハ"(Real Life, Real Heart)가 오리콘 3위를 기록하고 일약 유명해졌다.

## 결혼
2010년 6월 1일 배우 에이타와 결혼 예정임을 각 공식 사이트에서 보고했다. 당시 카에라는 임신 5개월로, 지난해 말부터 결혼을 결심하고 있었다라고 밝혔다. 두 사람의 첫 만남은 2009년이라고한다. 그 후 9월 1일 정식으로 입적한 것을 보고, 10월 28일 장남의 출산을 발표했다.
2013년, 둘째 임신 5개월임을 발표했다.

## 디스코그라피

### 싱글
1. Level 42 (2004년 6월 23일)
2. happiness!!! (2004년 10월 27일)
3. リルラ リルハ Real Life, Real Heart[*] (2005년 3월 30일)
4. BEAT (2005년 10월 5일)
5. You (2006년 1월 18일)
6. Circle (KIT KAT Edition) (2006년 2월 20일)
7. Magic Music (2006년 6월 28일)
8. TREE CLIMBERS (2006년 9월 6일)
9. Snowdome (2007년 1월 17일)
10. Samantha (2007년 7월 18일)
11. Yellow (2007년 10월 24일)
12. Jasper (2008년 2월 6일)
13. マスタッシュ/memories(original version) 마스탓슈[*] (2008년 9월 10일)
14. どこ (2009년 1월 28일)
  1. どこ
  2. Phone
  3. どこ (Instrumental)
  4. Phone (Instrumental)
15. BANZAI (2009년 5월 8일)
16. Ring a Ding Dong (2010년 6월 9일)
17. A winter fairy is melting a snowman (2010년 12월 8일)
18. 喜怒哀樂 plus 愛 (2011년 8월 3일)
19. マミレル (2012년 5월 16일)

### 앨범
1. KAELA (2004년 12월 8일)
2. Circle (2006년 3월 8일)
リルラ リルハ 리루라 리루하[*] / tea cup / I hug / BEAT (Album Ver.) / トゥリル トゥリル リカー 토우리루 토우리루 리카[*] / Twinkle (NANA Ver.) / You / PIONEER / Deep Blue Sky / Dancing now / Circle / はちみつ 하치미츠[*] / C-hildren
3. Scratch (2007년 2월 7일)
4. +1 (2008년 4월 2일)
5. HOCUS POCUS (2009년 6월 24일)
6. 5years (2010년 2월 3일)

### DVD
- KAELA KIMURA 1st TOUR 2005 "4YOU" (2005년 7월 6일)
- LIVE Scratch ~上がってますってばTOUR@武道館 (2007년 9월 19일)
- BEST VIDEO 1 (2008년 7월 23일)
- GO!5!KAELAND (2009년 11월 4일)

## 출연

### 텔레비전
- 사쿠사쿠 (2003년 4월 ~ 2006년 3월 31일, TV 가나가와 (tvk))

### 영화
- CUSTOM MADE 10.30 (주연 영화)

2005년 10월 29일 공개, 2006년 3월 24일 DVD 발매
- Sadistic Mica Band (2007년)

### 광고
- 루시도 엘(LUCIDO L) 왁스

이 광고는 대한민국에도 더빙판으로 방송되었다.

## 같이 보기
- 오쿠다 다미오
- 배용준
- PUFFY (음악 그룹)
- Perfume (음악 그룹)